# Souterrain Ware
Souterrain Ware ist eine nur wenig verzierte, qualitativ schlechte, frühmittelalterliche (etwa 7. bis 12. Jahrhundert) Keramik, die in Irland primär in der Provinz Ulster, in Souterrains, zumeist kleinteilig zerscherbt vorkommt. Die Töpferware wird jedoch auch in Siedlungen gefunden. Die Bezeichnung „Souterrain Ware“ beschreibt nur einen Teilaspekt der Funde. Der größte Teil Irlands war während der frühchristlichen Periode nahezu akeramisch, d. h. man verwendete wenig Keramik.
Die relativ kurzlebige (leicht zerstörbare) Keramik ist für Archäologen, ein wichtiges Hilfsmittel (man spricht von Leitfossil) wenn sie die Zeitstellung eines Fundes oder Fundplatzes ermitteln sollen. Die unter Umständen durch die Thermolumineszenzdatierung datierbare Keramik kann ggf. in verschiedene Stilrichtungen von kürzerer oder längerer Dauer unterteilt werden. Dadurch können im Idealfall die Entwicklung der Keramik (in Material, Form und Dekor) und das Alter der verschiedenen Funde bestimmt werden.
Die dünnwandige Keramik ist weiß, rotbraun, grau oder schwarz. Die Form ist einfach, gelegentlich fanden sich darin verkohlte Essensreste. Es scheint, dass die frühen Exemplare unverziert waren. Später kamen einzelne randnahe Streifenwülste auf, manchmal mit Fingertupfen verziert. Eine häufige Eigenschaft sind Grasmarken auf der Standfläche. Sie sollen davon stammen, dass die ungebrannte Ware auf gehacktes Stroh oder Gras stellt wurde, damit sie nicht am Untergrund klebt. Das Material drückte sich in den weichen Ton der Basis. Beim Brennvorgang wurde das organische Material verbrannt und hinterließ Eindrücke. Diese weitgehend akzeptierte Erklärung überzeugt nicht völlig, denn es gibt auch Hinweise darauf, dass die Gras-Markierung nicht erst in der Trocknungsphase, sondern während der Fertigung entstand.
Es gibt möglicherweise eine Verbindung zwischen der frühmittelalterlichen Keramiktradition der westlichen Inseln und der Souterrain Ware im nordöstlichen Irland, die im Zusammenhang mit dem Königreich Dalriada steht. Die Souterrain Ware kann laut Ian Armit im 7. und 8. Jahrhundert als Teil der Verbreitung des schottischen Westtöpferwaren-Stils angesehen werden.